# Mercy (Allier)
Mercy é uma comuna francesa na região administrativa de Auvérnia-Ródano-Alpes, no departamento Allier. Estende-se por uma área de 29,17 km². Em 2010 a comuna tinha 261 habitantes (densidade: 8,9 hab./km²).